# 트로포여현

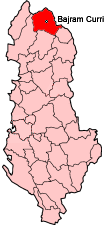
트로포여 현의 위치

트로포여현(알바니아어: Rrethi i Tropojës)은 알바니아를 구성하는 36개 현 가운데 하나로, 현청 소재지는 바이람추리였으며 면적은 1,043km2, 인구는 28,000명(2004년 기준)이었다. 행정 구역상으로는 쿠커스 주에 속했다.